# Wolfgang Bauer (Autor)
Wolfgang Bauer (* 1940 in Frankfurt am Main) ist ein deutscher Autor.

## Leben
Bauer studierte Psychologie und Volkskunde. Er betätigt sich seit Abschluss seines Studiums als Psychotherapeut, Institutionsberater und Marktforscher. Er war 1972 Mitbegründer des Forschungsinstituts Psydata und Mitarbeiter an den Jugendstudien des Jugendwerkes der Deutschen Shell 1981–2000. Er hat mehrere Bücher in den Bereichen Volksbotanik, Vampirismus, Besessenheit, Lykanthropie, Symbolkunde und Okkultismus geschrieben bzw. herausgegeben. Bauer lebt in Frankfurt.

## Werke
- mit Edzard Klapp, Alexandra Rosenbohm (Hrsg.): Der Fliegenpilz. Wienand, Köln 1991. Neuauflagen: AT-Verlag, Basel (2000) und Werner Pieper/Grüner Zweig, Edition Rauschkunde, Löhrbach, ISBN 3-87909-224-9.
- mit Clemens Zerling: Rabengeschrei. Von Raben, Rillen, Runen und Recken. Raben in der Zoologie, Mythologie, Magie, Psychologie, Alchimie, Literatur und im Märchen. Second Sight Books, Berlin 2001, ISBN 3-935684-03-7.
- mit Clemens Zerling: Das Lexikon der Orakel. Der Blick in die Zukunft. Atmosphären, München 2004, ISBN 3-86533-006-1.
- mit Irmtraud Dümotz, Sergius Golowin: Lexikon der Symbole.Marixverlag, 20. Aufl. 2004, ISBN 978-3-937715-60-5.
- mit Clemens Zerling, Sergius Golowin, Herman de Vries: Heilige Haine, Heilige Wälder. Ein kulturhistorischer Reiseführer. Neue Erde, Saarbrücken 2005, ISBN 3-89060-064-6.
- mit Clemens Zerling, Sergius Golowin, Christian Rätsch: Lexikon des Dunklen. Mythen – Kunst – Musik. Von der Antike über die Romantik bis hin zur Gothic-Kultur. Arun, Engerda 2006, ISBN 3-86663-006-9.
- mit Clemens Zerling: Heilige Quellen, heilende Brunnen. Heil und Heilung mit dem „Wasser des Lebens“. Neue Erde, Saarbrücken 2009, ISBN 978-3-89060-275-2.
- mit Christine Wagner: Der Henker in uns. Auf den Spuren des Grauens. AT-Verlag, CH-Baden 2011, ISBN 978-3-03800-561-2
- mit Clemens Zerling: Das ganz Andere im Stein. Was sakrale Steine, Felsen und Berge vor uns verbergen. Synergia, Darmstadt 2012, ISBN  978-3-939272-52-6.